# (1354) Botha
(1354) Botha – planetoida z grupy pasa głównego asteroid okrążająca Słońce w ciągu 5 lat i 190 dni w średniej odległości 3,12 au. Została odkryta 3 kwietnia 1935 roku w Union Observatory w Johannesburgu przez Cyrila Jacksona. Nazwa planetoidy pochodzi od Louisa Bothy (1872-1919), pierwszego premiera RPA. Przed nadaniem nazwy planetoida nosiła oznaczenie tymczasowe (1354) 1935 GK.